# توشيكي موري
توشيكي موري (باليابانية: 森 俊貴) (مواليد 29 أغسطس 1997) هو لاعب كرة قدم ياباني.

## وصلات خارجية
- توشيكي موري على موقع رابطة كرة القدم اليابانية للمحترفين (اليابانية)
- توشيكي موري على موقع قاعدة بيانات كرة القدم.إي يو (الإنجليزية)
- توشيكي موري على موقع Soccerway.com (الإنجليزية)
- توشيكي موري على موقع عالم كرة القدم.نت (الإنجليزية)